# Cost and Freight
Pour les articles homonymes, voir CFR.
 (avril 2025).
Cost and Freight (CFR) est un Incoterm qui signifie que le vendeur paye le pré-transport jusqu'au port d'embarquement, ainsi que le chargement et le transport principal maritime. L'acheteur paye l'assurance et le transport des marchandises du port d'arrivée à son usine. Le transfert de risques a lieu quand les marchandises sont chargées à bord du bateau, donc au port d'embarquement.

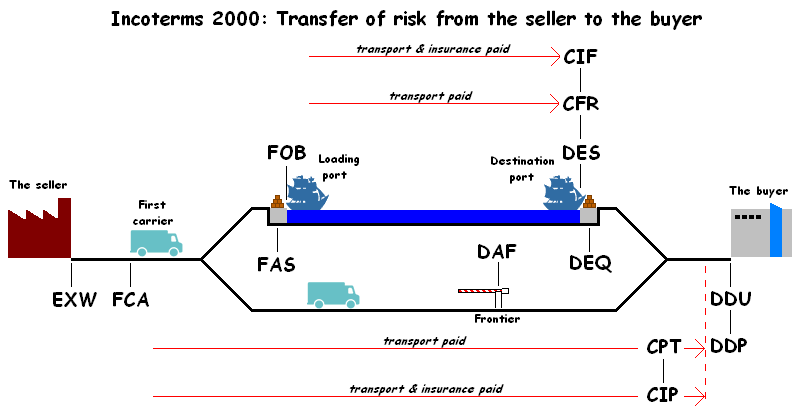
Schéma décrivant les Incoterms

Cet incoterm est utilisable uniquement dans le cadre de transport par mer ou par voies navigables. De plus, la marchandise doit être dédouanée par le vendeur.